# John Treleaven

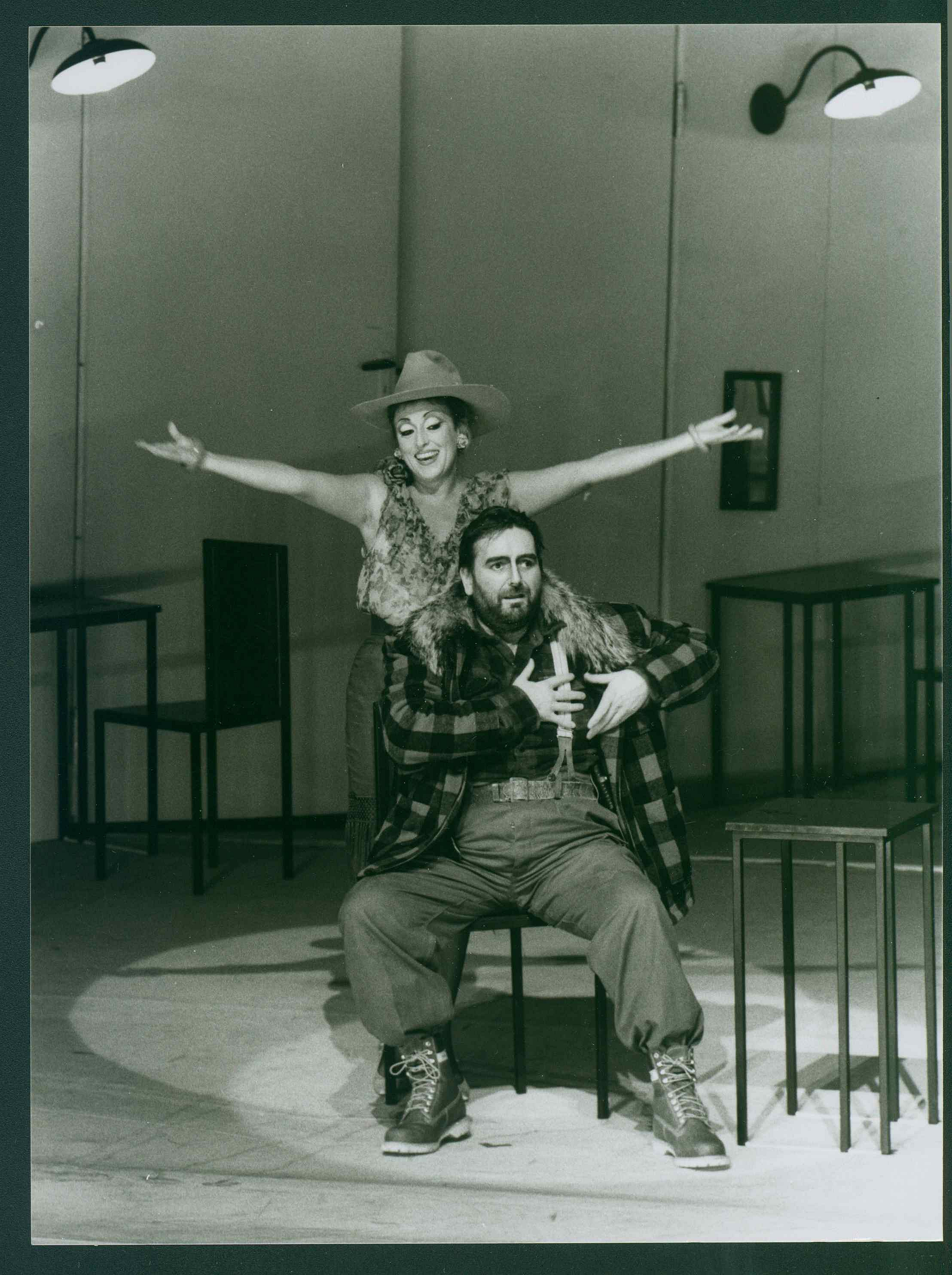
John Treleaven als Jim Mahoney und Tiziana Sojat in Aufstieg und Fall der Stadt Mahagonny am Badischen Staatstheater Karlsruhe (1992)

John Treleaven (eigentlich: John Richards; * 10. Juni 1950 in Porthleven, Cornwall) ist ein englischer Opernsänger (Tenor).

## Karriere
Treleaven wuchs als Sohn eines Fischers in einem Dorf in Cornwall auf. Das Abitur erlangte er nicht, studierte aber in London – unter anderem bei William Lloyd Webber – Gesang, außerdem ließ er seine Stimme in Neapel ausbilden. Sein erster Auftritt als Solist fand im Jahr 1979 in der Covent Garden Opera statt. Er gastierte in allen großen britischen Opernhäusern, wechselte dann aber nach Deutschland. Dort debütierte er am Nationaltheater Mannheim und mit den Bamberger Symphonikern. Er gastierte dann auch in Australien und den Vereinigten Staaten. Während der Jahre 2004 und 2005 sang er an der Finnischen Nationaloper den Siegfried im Ring des Nibelungen von Richard Wagner. 2006 sang Treleaven an der Finnischen Nationaloper in Richard Strauss’ Die Frau ohne Schatten den Kaiser.
In Amsterdam debütierte Treleaven unter Simon Rattle in der Rolle des Tristan in Richard Wagners Tristan und Isolde. Diese Rolle sang er vielfach in diversen Opernhäusern, etwa der Hamburgischen Staatsoper, dem Gran Teatre del Liceu in Barcelona, Oper Frankfurt, beim Brisbane Festival, im Teatro Giuseppe Verdi in Triest, dem Teatro Regio Turin, in Santiago de Chile. In der Partie sprang er auch in einem Konzert in Montreal ein und sang sie beim Luzern Festival unter Claudio Abbado sowie mit dem BBC Symphony Orchestra unter Donald Runnicles in London. Den Tristan verkörperte er auch bei den Münchner Opernfestspielen 2006 und 2007. Bis zu seiner Pensionierung 2016 war er Mitglied des Ensembles der Oper am Badischen Staatstheater Karlsruhe.
Treleaven wirkte an einer Reihe von Opernfilmen mit. Seit 1998 ist er in mehr als einem Dutzend Film-Rollen erschienen.
Treleaven lebt mit seiner Familie in der Nähe von Mainz. Sein Sohn Lawrence Richards (* 1981) ist als Filmproduzent, Regisseur und Kameramann tätig. Er porträtierte seinen Vater in dem abendfüllenden Dokumentarfilm Son of Cornwall (2020), dessen Schwerpunkt auf den Gesprächen zwischen Vater und Sohn während einer Reise nach Cornwall liegt.

## Filmografie (Auswahl)
- 1978: The Lively Arts (Fernsehserie)
- 1983: Ruddigore (Fernsehfilm)
- 1986: Rusalka (Fernsehfilm)
- 1991: Candide (Fernsehfilm)
- 2002: Tristan und Isolde (Fernsehfilm)
- 2004: Siegfried (Fernsehfilm)
- 2006: Wagner: Lohengrin (Fernsehfilm)
- 2020: Son of Cornwall. Dokumentarfilm. Regie: Lawrence Richards.[2][3]